# Jandieba (stacja kolejowa)
Jandieba (ros. Яндеба) – stacja kolejowa w miejscowości Jandieba, w rejonie podporożskim, w obwodzie leningradzkim, w Rosji. Położona jest na linii Wołchow - Murmańsk.
Stacja powstała podczas I wojny światowej, na zbudowanej wówczas murmańskiej drodze żelaznej.